# 王镐 (清朝)
王镐（？—？），浙江会稽人，是一名清朝政治人物。
王镐曾于1746年接替胡具体任南汇县知县一职，同年由马鹏飞接任。